# Power Macintosh 5500

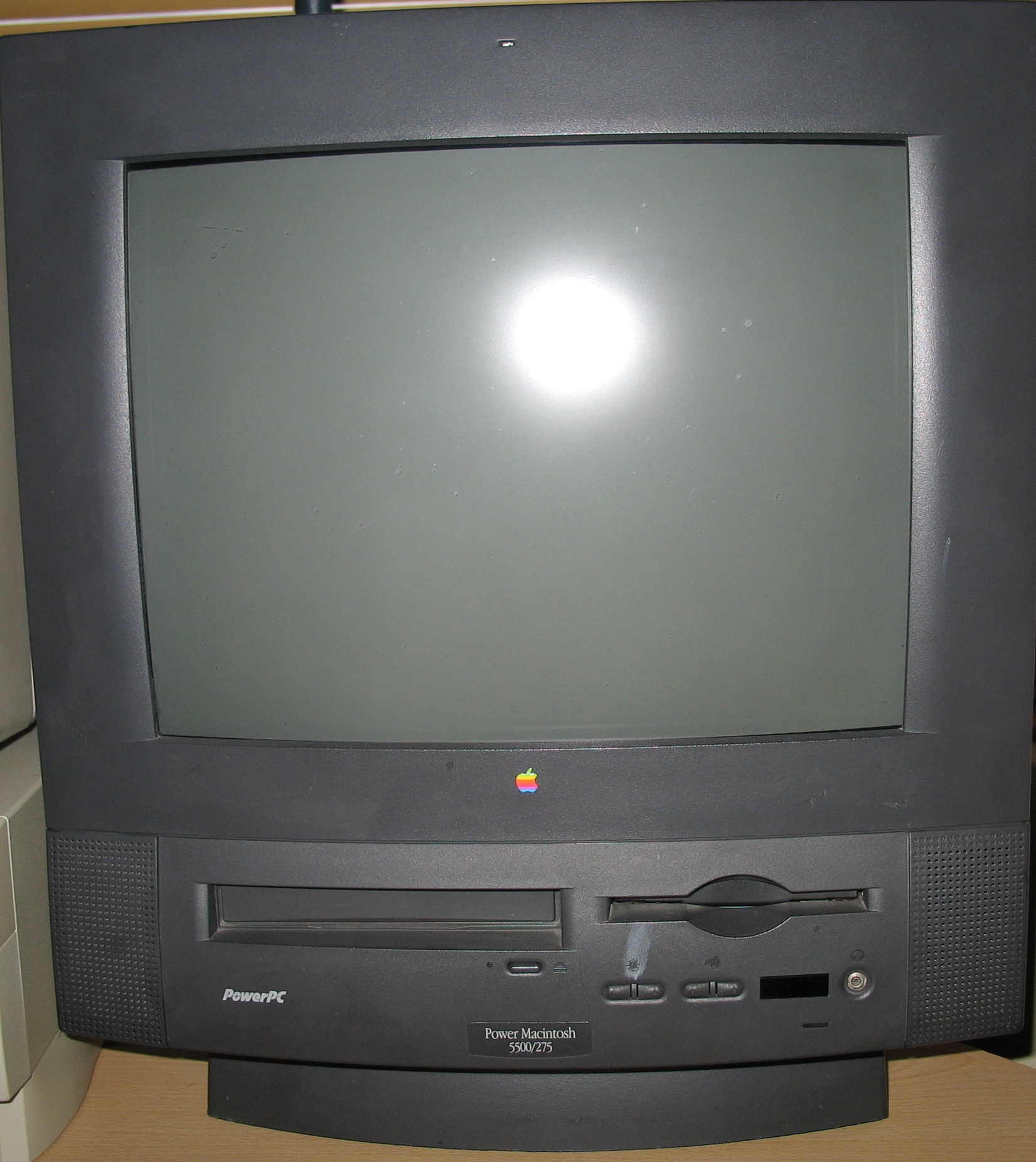
Power Macintosh 5500/275.

El Power Macintosh 5500 – nombre de código "Phoenix" (Fénix) – es un ordenador de Apple Computer, Inc. que estuvo introducido en el febrero de 1997. Fue el siguiente ordenador de tipo All-In-One (AIO) – que significa "Todo en uno" – y fue un mejorado Power Macintosh 5400. Como se puede ver de la foto, el tipo de caja se llamó "All-In-One" porque la unidad procesadora central, disco duro, unidad de disquetes, unidad de CD-ROM, bafles, micrófono y pantalla eran fijado en un módulo. Este diseño de caja da el 5500 la aparencia de una televisión – especialmente cuando se conecta una antena a la fijada tarjeta de TV. El PowerMac 5500 fue el primer ordenador de tipo 'desktop' que Apple fabricó en negro.
Al principio, el Power Macintosh 5500 era solo dispoible al mercado educacional, pero no pasó mucho tiempo hasta que 
fue por venda al público.
El 5500 fue producido en tres diferentes configuraciones del procesador IBM PowerPC 603ev: 225 MHz, 250 MHz y 275 MHz. Los 5500es con las dos primeras configuraciones del procesador fueron producidos en beige claro y los con procesadores del 275 MHz fueron producidos en negro.
El PowerMac 5500 tuvo la opción de configuración multimedia que incluyó una tarjeta de televisión Philips y tarjeta S-Video – ambas del tipo PCI. 5500es negros con esta configuración fueron vendidos en América del Norte y Australasia como Director Editions (o "Ediciones de Director"). En más, esta frase era imprimida en la caja.
Oficialmente, este ordenador puede funcionar bajo Sistema 7.5.5 hasta Mac OS 9.1. Es posible utilizar Mac OS X con el 5500 – con la ayuda de XPostFacto – pero no es recomendado, ya que le falta un procesador de G3 y no se puede instalar más que 128 MB de RAM. Para los Macintosh con procesadores G3, 128 MB de RAM es lo mínimo que OS X necesita para que funcionar.
La producción del Power Macintosh 5500 terminó a principios de 1998.
- Datos: Q3085268